# Фестивал „Kрени коло да кренемо”
Фестивал „Kрени коло да кренемо” је манифестација у области културно-уметничког дечијег фолклорног, изворног стваралаштва која се одржава у првој половини сваке године у Божевцу, Општина Мало Црниће.
Ова манифестација је од изузетног значаја, како за Центар за културу тако и за Општину Мало Црниће, јер окупља велик број учесника основношколског узраста, њихове учитеље и васпитаче, са подручја Браничевског и Подунавског округа. Домаћин манифестације KУД „Бранко Радичевић” Божевац, организатор Центар за културу Мало Црниће, покровитељ Општина Мало Црниће.